# Жозе Карлус Амарал Віейра
Жозе Карлус Амарал Віейра (порт. José Carlos Amaral Vieira; нар. 1952, Сан-Паулу) — бразильський композитор, піаніст, музикознавець та викладач музики.
Він почав виступати на сцені у віці 8 років, після чого з 1965 по 1976 роки навчався в Європі. Він повернувся до Бразилії в 1977 році та з того часу працював в кількох жанрах.